# Юніон (округ, Огайо)
Шаблон:StateAbbr_ 40°19′ пн. ш. 83°22′ зх. д. / 40.31° пн. ш. 83.37° зх. д.
Округ  Юніон (англ. Union County) — округ (графство) у штаті  Огайо, США. Ідентифікатор округу 39159.

## Демографія
За даними перепису 
2000 року 
загальне населення округу становило 40909 осіб, зокрема міського населення було 16354, а сільського — 24555.
Серед мешканців округу чоловіків було 19548, а жінок — 21361. В окрузі було 14346 домогосподарств, 10884 родин, які мешкали в 15217 будинках.
Середній розмір родини становив 3,11.
Віковий розподіл населення поданий у таблиці:
| Стать    | До 15 років | 15-21 | 22-29 | 30-39 | 40-49 | 50-65 | 65-85 | Понад 85 |
| -------- | ----------- | ----- | ----- | ----- | ----- | ----- | ----- | -------- |
| Чоловіки | 4934        | 1783  | 1890  | 3366  | 3217  | 2712  | 1523  | 123      |
| Жінки    | 4593        | 1756  | 2334  | 3965  | 3457  | 2961  | 1956  | 339      |

## Суміжні округи
- Меріон — північний схід
- Делавер — схід
- Франклін — південний схід
- Медісон — південь
- Шампейн — південний захід
- Лоґан — захід
- Гардін — північний захід

## Виноски
1. ↑  U.S. Decennial Census. United States Census Bureau. Архів оригіналу за 26 квітня 2015. Процитовано 11 лютого 2015.
2. ↑  Historical Census Browser. University of Virginia Library. Архів оригіналу за 11 серпня 2012. Процитовано 11 лютого 2015.
3. ↑  Forstall, Richard L., ред. (27 березня 1995). Population of Counties by Decennial Census: 1900 to 1990. United States Census Bureau. Процитовано 11 лютого 2015.
4. ↑  Census 2000 PHC-T-4. Ranking Tables for Counties: 1990 and 2000 (PDF). United States Census Bureau. 2 квітня 2001. Процитовано 11 лютого 2015.
5. ↑  State & County QuickFacts. United States Census Bureau. Архів оригіналу за 4 грудня 2015. Процитовано 11 лютого 2015. [Архівовано 2015-12-04 у Wayback Machine.](англ.) Наведено за англійською вікіпедією.
6. ↑  American FactFinder. Бюро перепису населення США. Архів оригіналу за 26 лютого 2012. Процитовано 31 січня 2008. [Архівовано 2008-05-21 у Wayback Machine.]

| США | Це незавершена стаття з географії США. Ви можете допомогти проєкту, виправивши або дописавши її. |